# Cercocarpus traskiae
Cercocarpus traskiae är en rosväxtart som beskrevs av Alice Eastwood. Cercocarpus traskiae ingår i släktet Cercocarpus och familjen rosväxter. IUCN kategoriserar arten globalt som akut hotad. Inga underarter finns listade i Catalogue of Life.

## Bildgalleri

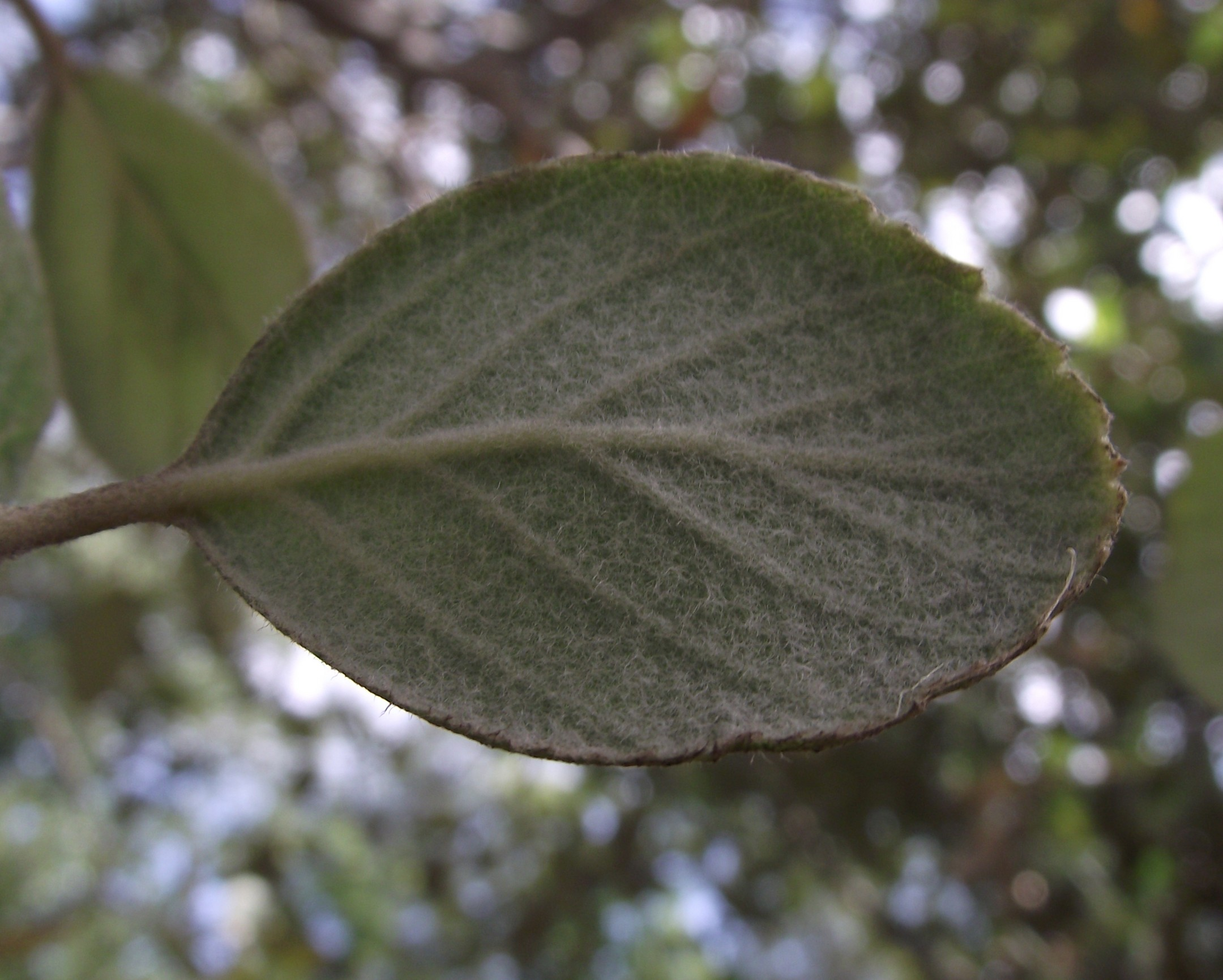